# Ламберт, Ричард, 6-й граф Каван
Генерал-лейтенант Ричард Ламбарт, 6-й граф Каван (англ. Richard Lambart, 6th Earl of Cavan; ? — 2 ноября 1778) — англо-ирландский пэр и военный.

## Биография
Единственный сын Достопочтенного Генри Ламберта, младшего сына Чарльза Ламберта, 3-го графа Кавана (1649—1702), и Доротеи Хигион.
29 сентября 1772 года после смерти своего бездетного двоюродного брата, Форда Ламберта, 5-го графа Кавана (1718—1772), Ричард Ламберт унаследовал титулы 6-го графа Кавана (Пэрство Ирландии), 6-го виконта Килкурси в графстве Кингс (Пэрство Ирландии) и 7-го барона Ламберта из графства Каван (Пэрство Ирландии).
Служил в британской армии, получил чины генерал-майора (1772) и генерал-лейтенанта (1777). В августе 1774 года он был назначен полковником 55-го пехотного полка, с 1775 по 1778 год — полковник 15-го пехотного полка.
В 1773 году Ричард Ламберт был избран в Ирландский парламент.
Лорд Каван скончался 2 ноября 1778 года. Он был похоронен 10 ноября 1778 года в церкви Св. Патрика, Дублин, графство Дублин, Ирландия. Ему наследовал его единственный сын, Ричард Ламберт, 8-й граф Каван.

## Браки и дети
Лорд Каван был дважды женат. 10 февраля 1745/1746 года он женился первым браком на своей кузине Софии Ламберт (ок. 1717 — май 1749), дочери Оливера Ламберта (младшего сына Чарльза Ламберта, 3-го графа Кавана). Первый брак был бездетным.
13 ноября 1762 года в церкви Св. Джеймса, Вестминстер, Лондон, лорд Каван вторично женился на Элизабет Дэвис (ок. 1738 — 25 февраля 1811), дочери комиссара военно-морского флота Уильяма Дэвиса. Дети от второго брака:
- Генерал Ричард Форд Уильям Ламбарт, 7-й граф Каван (10 сентября 1763 — 21 ноября 1837), преемник отца.
- Леди Элизабет Джейн Ламбарт (16 апреля 1775 — 17 января 1830), 1-й муж с 1793 года капитан Уильям Генри Джервис, от брака с которым у неё было две дочери; 2-й муж с 1800 года преподобный Ричард Брикенден, от брака с которым у неё было четверо детей.